# Agadez (regio)

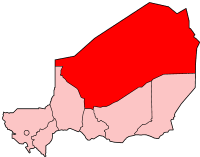
Ligging van Agadez in Niger

Agadez is een van de zeven regio's van Niger. Het heeft en oppervlakte van 634.209 km² en heeft 344.916 inwoners. De hoofdstad is de gelijknamige stad Agadez. Het departement is groter dan elk Europees land, uitgezonderd Rusland.